# ضربة جراحية
الضربة الجراحية هي هجوم عسكري يهدف إلى إلحاق الضرر فقط بـهدف عسكري مشروع، مع عدم وقوع أي أضرار جانبية أو تقليلها إلى أدنى حد للمباني والمركبات والبنية التحتية والمرافق العامة المحيطة.

## الوصف
الهجوم السريع والمحدد الذي يهدف إلى الحد الأدنى من الأضرار الجانبية في المناطق القريبة والمدنيين هو ضربة جراحية. تؤدي تحييد الأهداف عبر الضربات الجراحية إلى منع التصعيد إلى حرب شاملة. يمكن تنفيذ الضربات الجراحية عبر غارات جوية، أو إنزال فرق العمليات الخاصة، أو عملية برية سريعة، أو عبر إرسال قوات خاصة.
يعد القصف الدقيق مثالًا آخر على الضربة الجراحية التي تنفذها الطائرات، حيث يمكن مقارنتها بـالقصف العشوائي، الذي يؤدي إلى أضرار جانبية كبيرة ومدى واسع من الدمار في المنطقة المتأثرة، والتي قد تشمل خسائر مدنية كبيرة. القصف الجوي لـبغداد خلال المراحل الأولى من غزو العراق 2003 من قبل القوات الأمريكية، والمعروف باسم "الصدمة والترويع"، يعد مثالًا على ضربة جراحية منسقة، حيث استُهدفت المباني الحكومية والأهداف العسكرية بشكل منهجي من قبل الطائرات الأمريكية في محاولة لإضعاف الحكومة العراقية البعثية بقيادة صدام حسين.

## أمثلة

### أذربيجان
في 14 أكتوبر 2020، خلال نزاع ناغورنو كاراباخ 2020، نفذت أذربيجان ضربات جراحية ضد القوات الأرمنية ودمرت ثلاثة منصات إطلاق آر-17 إلبروس للصواريخ الباليستية التكتيكية في مقاطعة كلبجر، التي تعد بحكم القانون جزءًا من أذربيجان ولكنها كانت تحت سيطرة بحكم الواقع أرتساخ. وفقًا لأذربيجان، كانت المنصات تستهدف كنجة ومينجاشيفير، وكانت الضربة ردًا على الهجوم الصاروخي على كنجة في 11 أكتوبر 2020، الذي أسفر عن مقتل عشرة مدنيين وإصابة 40 آخرين، من بينهم نساء وأطفال. أكدت أرمينيا أن مواقع داخل أراضيها تعرضت للقصف، لكنها استمرت في إنكار استهدافها لأذربيجان.

### إسرائيل
تعد عملية عنتيبي عام 1976، التي حررت فيها إسرائيل رهائن إسرائيليين من طائرة مختطفة هبطت في أوغندا، ضربة جراحية ناجحة. وعلى الرغم من أنها لم تتضمن استهداف هدف عسكري معين، إلا أنها نُفذت في عمق أراضٍ أجنبية، وسافرت قوات جيش الدفاع الإسرائيلي لمسافة 5000 ميل دون الاشتباك مع أي قوات أخرى أو التسبب في أضرار جانبية، مما يجعلها تندرج تحت المصطلح.
يعتبر القصف الإسرائيلي لمفاعل أوسيراك النووي العراقي عام 1981 مثالًا بارزًا على الضربة الجراحية.

### الولايات المتحدة
نفذت الولايات المتحدة ضربات جراحية في ليبيا عام 1986 عبر عملية إلدورادو كانيون، باستخدام طائرات هجومية من حاملات الطائرات لاستهداف المطارات والثكنات ومراكز التدريب العسكري.
كما نفذت الولايات المتحدة عملية الوصول اللانهائي بضربات صاروخية على أهداف القاعدة في أفغانستان، واستهدفت مصنع الشفاء للأدوية التي كانت تزعم انها منشأة أسلحة كيميائية في السودان.